# Войцехув (Львувецький повіт)
Войцехув (пол. Wojciechów) — село в Польщі, у гміні Любомеж Львувецького повіту Нижньосілезького воєводства.
Населення — 472 особи (2011).
У 1975-1998 роках село належало до Єленьоґурського воєводства.

## Демографія
Демографічна структура станом на 31 березня 2011 року:
|          | Загалом | Допрацездатний вік | Працездатний вік | Постпрацездатний вік |
| -------- | ------- | ------------------ | ---------------- | -------------------- |
| Чоловіки | 230     | 45                 | 175              | 10                   |
| Жінки    | 242     | 46                 | 148              | 48                   |
| Разом    | 472     | 91                 | 323              | 58                   |